# Jane Wyatt
Jane Waddington Wyatt (Mahwah, 12 agosto 1910 – Bel Air, 20 ottobre 2006) è stata un'attrice statunitense.

## Biografia
Nata nel New Jersey, figlia del banchiere Christopher Billopp Wyatt Jr. e di Euphemia Van Rensselaer Waddington, critico del quotidiano The Catholic World, Jane Wyatt crebbe a New York, dove frequentò la Chapin School. Dopo due anni di studi presso il Barnard College, si iscrisse alla Berkshire Playhouse di Stockbridge (Massachusetts) per studiare recitazione, approdando a Broadway con la pièce Trade Winds, che la impose all'attenzione di pubblico e critica.
Apprezzata per la fine recitazione e per la delicata bellezza, la Wyatt passò dal palcoscenico al grande schermo grazie a un contratto con la casa produttrice Universal Pictures, iniziando la carriera cinematografica intorno alla metà degli anni trenta. Nel 1937 passò alla Columbia per il ruolo di Sondra Bizet, romantica protagonista accanto a Ronald Colman nel film Orizzonte perduto (1937) di Frank Capra, che rimane una delle sue interpretazioni più riuscite. Durante gli anni quaranta ottenne diversi ruoli in film quali Il ribelle (1944), accanto a Cary Grant ed Ethel Barrymore, Barriera invisibile (1947), a fianco di Gregory Peck e John Garfield, e Boomerang - L'arma che uccide (1947) con Dana Andrews.

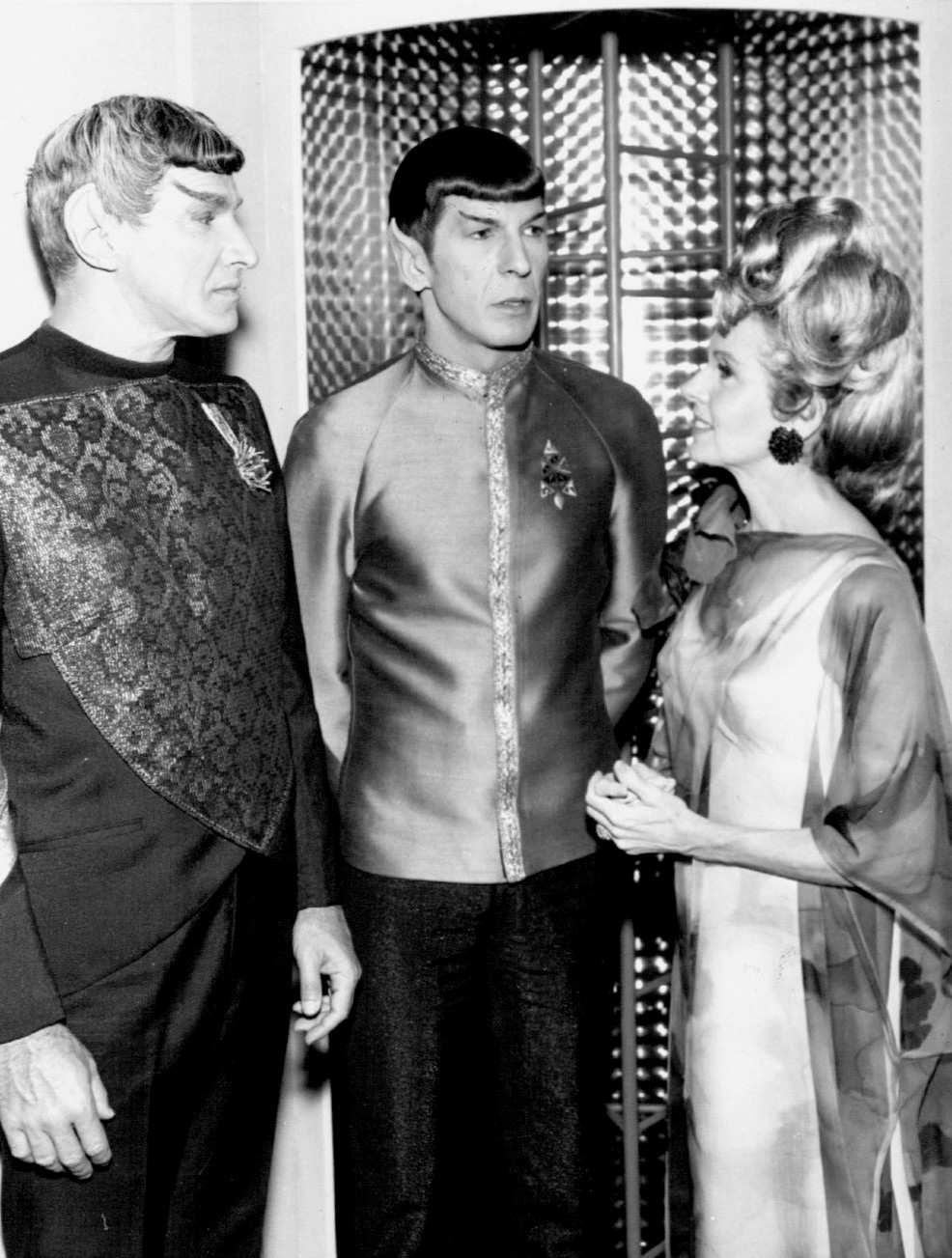
Jane Wyatt con Mark Lenard (a sinistra) e Leonard Nimoy (al centro) nella serie televisiva Star Trek (1967)

All'inizio degli anni cinquanta la carriera cinematografica della Wyatt si fece più difficoltosa, principalmente per il sentimento di tacita opposizione manifestato dall'attrice nei confronti del maccartismo e degli atteggiamenti anti-comunisti, che raggiunsero l'apice in quel periodo e influenzarono negativamente la carriera di molti artisti del cinema statunitense. La Wyatt ritornò al teatro con successo nel 1951 nella pièce The Autumn Garden, interpretata con Fredric March e Kent Smith, e tratta da un'opera di Lillian Hellman.
Iniziò poi a lavorare per il piccolo schermo in show di intrattenimento. La grande occasione arrivò nel 1954 con Papà ha ragione, accanto a Robert Young, una piacevole serie televisiva che conquistò grande popolarità negli Stati Uniti, incentrata sulle vicende quotidiane della famiglia Anderson di Springfield, una cittadina del Midwest. Con il ruolo di Margaret Anderson, interpretato per i successivi sei anni in complessivi 194 episodi, moglie devota e madre amorevole di tre figli, la Wyatt ottenne un grande successo personale, conquistando tre Emmy Award.
L'attrice continuò a lavorare con regolarità per la televisione anche durante gli anni sessanta, partecipando a serie come Carovane verso il West (1962), Il virginiano (1964-1970) e L'ora di Hitchcock (1965). Nel 1967 interpretò un altro ruolo di rilievo nell'episodio Viaggio a Babel della serie fantascientifica Star Trek, impersonando Amanda Grayson, la madre umana del vulcaniano Spock, primo ufficiale dell'Enterprise.
Nei due decenni successivi la Wyatt rimase attiva sul piccolo schermo, ritrovando Robert Young in un episodio del medical drama Marcus Welby (1974) e comparendo in serie come Quincy (1980), Happy Days (1982) e Love Boat (1979-1987). La sua ultima apparizione cinematografica risale al 1986 nel quarto film di Star Trek, intitolato Rotta verso la Terra e diretto da Leonard Nimoy, in cui riprese il ruolo di Amanda Grayson, madre di Spock. Dopo la partecipazione al film televisivo Amityville Horror - La fuga del diavolo (1989), la sua ultima apparizione sul piccolo schermo fu nella serie Le avventure del giovane Indiana Jones (1992).

## Vita privata
Il 9 novembre 1935 Jane Wyatt sposò l'uomo d'affari Edgar Bethune Ward, conosciuto alla fine degli anni venti, dal quale ebbe tre figli, Christopher (nato nel 1937), Michael (nato nel 1943) e Nicholas, morto in tenera età. Il matrimonio durò fino alla morte di Ward, avvenuta l'8 novembre 2000, il giorno prima del 65º anniversario di nozze della coppia.
Jane Wyatt morì il 20 ottobre 2006, all'età di 96 anni, per cause naturali. È sepolta al San Fernando Mission Cemetery di Mission Hills (California), accanto al marito.

## Filmografia

### Cinema
- One More River, regia di James Whale (1934)
- Il forzato (Great Expectations), regia di Stuart Walker (1934)
- We're Only Human, regia di James Flood (1935)
- The Luckiest Girl in the World, regia di Edward Buzzell (1936)
- Orizzonte perduto (Lost Horizon), regia di Frank Capra (1937)

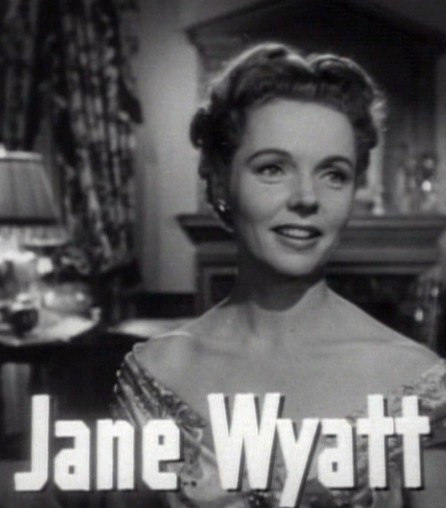
Nel film Barriera invisibile

- Girl from God's Country, regia di Sidney Salkow (1940)
- Kisses fro Breakfast, regia di Lewis Seiler (1941)
- Hurricane Smith, regia di Bernard Vorhaus (1941)
- Weekend for Three, regia di Irving Reis (1941)
- Army Surgeon, regia di A. Edward Sutherland (1942)
- La marina è vittoriosa (The Navy Comes Through), regia di A. Edward Sutherland (1942)
- I conquistatori del West (Buckskin Frontier), regia di Lesley Selander (1943)
- La città rubata (The Kansan), regia di George Archainbaud (1943)
- Il ribelle (None But the Lonely Heart), regia di Clifford Odets (1944)
- Strange Conquest, regia di John Rawlins (1946)
- Le figlie dello scapolo (The Bachelor's Daughters), regia di Andrew L. Stone (1946)
- Boomerang - L'arma che uccide (Boomerang!), regia di Elia Kazan (1947)
- Barriera invisibile (Gentleman's Agreement), regia di Elia Kazan (1947)
- Tragedia a Santa Monica (Pitfall), regia di André De Toth (1948)
- Tra moglie e marito (No Minor Vices), regia di Lewis Milestone (1948)
- Gioventù spavalda (Bad Boy), regia di Kurt Neumann (1949)
- Amore selvaggio (Canadian Pacific), regia di Edwin L. Marin (1949)
- Aquile dal mare (Task Force), regia di Delmer Daves (1949)
- Bassa marea (House by the River), regia di Fritz Lang (1950)
- Noi che ci amiamo (Our Very Own), regia di David Miller (1950)
- Per noi due il paradiso (My Heaven Blue), regia di Henry Koster (1950)
- L'uomo che ingannò se stesso (The Man Who Cheated Himself), regia di Felix E. Feist (1950)
- Avvocati criminali (Criminal Lawyer), regia di Seymour Friedman (1951)
- Interludio (Interlude), regia di Douglas Sirk (1957)
- The Two Little Bears, regia di Randall Hood (1961)
- Mai troppo tardi (Never Too Late), regia di Bud Yorkin (1965)
- Il tesoro di Matecumbe (Treasure of Matecumbe), regia di Vincent McEveety (1976)
- Star Trek IV - Rotta verso la Terra (Star Trek IV: The Voyage Home), regia di Leonard Nimoy (1986)

### Televisione
- Nash Airflyte Theatre – serie TV, 1 episodio (1951)
- Chesterfield Presents – serie TV, 1 episodio (1952)
- Lights Out – serie TV, episodio 4x22 (1952)
- Schlitz Playhouse of Stars – serie TV, 1 episodio (1952)
- The Ford Television Theatre – serie TV, 1 episodio (1952)
- Fireside Theatre – serie TV, 1 episodio (1952)
- Robert Montgomery Presents – serie TV, 5 episodi (1950-1953)
- The Philip Morris Playhouse – serie TV, episodio 1x14 (1953)
- The Motorola Television Hour – serie TV, 2 episodi (1953-1954)
- Playwrights '56 – serie TV, 1 episodio (1955)
- Studio One – serie TV, 3 episodi (1952-1958)
- Papà ha ragione (Father Knows Best) – serie TV, 196 episodi (1954-1960)
- General Electric Theater – serie TV, episodio 9x26 (1961)
- Play of the Week – serie TV, 1 episodio (1961)
- The United States Steel Hour – serie TV, 1 episodio (1961)
- Carovane verso il West (Wagon Train) – serie TV, 1 episodio (1962)
- Going My Way – serie TV, episodio 1x17 (1963)
- Alcoa Premiere – serie TV, 1 episodio (1963)
- Polvere di stelle (Bob Hope Presents the Chrysler Theatre) – serie TV, 1 episodio (1964)
- L'ora di Hitchcock (The Alfred Hitchcock Hour) – serie TV, 1 episodio (1965)
- Star Trek – serie TV, episodio 2x10 (1967)
- CBS Playhouse – serie TV, 1 episodio (1968)
- Love, American Style – serie TV, 2 episodi (1969)
- La signora e il fantasma (The Ghost & Mrs. Muir) – serie TV, 1 episodio (1970)
- Arrivano le spose (Here Come the Brides) – serie TV, 1 episodio (1970)
- Insight – serie TV, 3 episodi (1967-1970)
- Il virginiano (The Virginian) – serie TV, 2 episodi (1964-1970)
- Due onesti fuorilegge (Alias Smith and Jones) – serie TV, 1 episodio (1971)
- Difesa a oltranza (Owen Marshall: Counselor at Law) – serie TV, 1 episodio (1974)
- Marcus Welby (Marcus Welby, M.D.) – serie TV, 1 episodio (1974)
- Medical Center – serie TV, 1 episodio (1975)
- Gemini Man – serie TV, 1 episodio (1976)
- Ragazzo di provincia (Gibbsville) – serie TV, 1 episodio (1976)
- Nel silenzio della notte (The Nativity), regia di Bernard L. Kowalski (1978) – film TV
- Quincy (Quincy M.E.) – serie TV, 1 episodio (1980)
- Happy Days – serie TV, 1 episodio (1982)
- Fantasilandia (Fantasy Island) – serie TV, 2 episodi (1978-1983)
- Starman – serie TV, 1 episodio (1986)
- Love Boat (The Love Boat) – serie TV, 4 episodi (1979-1987)
- Hotel – serie TV, 2 episodi (1983-1987)
- A cuore aperto (St. Elsewhere) – serie TV, 6 episodi (1983-1988)
- Baby Boom – serie TV, 1 episodio (1988)
- Amityville Horror - La fuga del diavolo (Amityville Horror: The Evil Escapes), regia di Sandor Stern (1989) – film TV
- Le avventure del giovane Indiana Jones (The Young Indiana Jones Chronicles) – serie TV, 1 episodio (1992)

## Doppiatrici italiane
- Dhia Cristiani in La città rubata, Aquile dal mare, Interludio
- Lia Orlandini in Barriera invisibile, Orizzonte perduto
- Renata Marini in Amore selvaggio, Boomerang, l'arma che uccide
- Rosetta Calavetta in Tra moglie e marito, Bassa marea
- Adriana Parrella in Tragedia a Santa Monica
- Flaminia Jandolo in Il tesoro di Matecumbe
- Teresita Fabris in Star Trek
- Maria Pia Di Meo in Rotta verso la Terra
- Pinella Dragani in Orizzonte perduto (riedizione VHS e DVD)